# Sascha Zehner

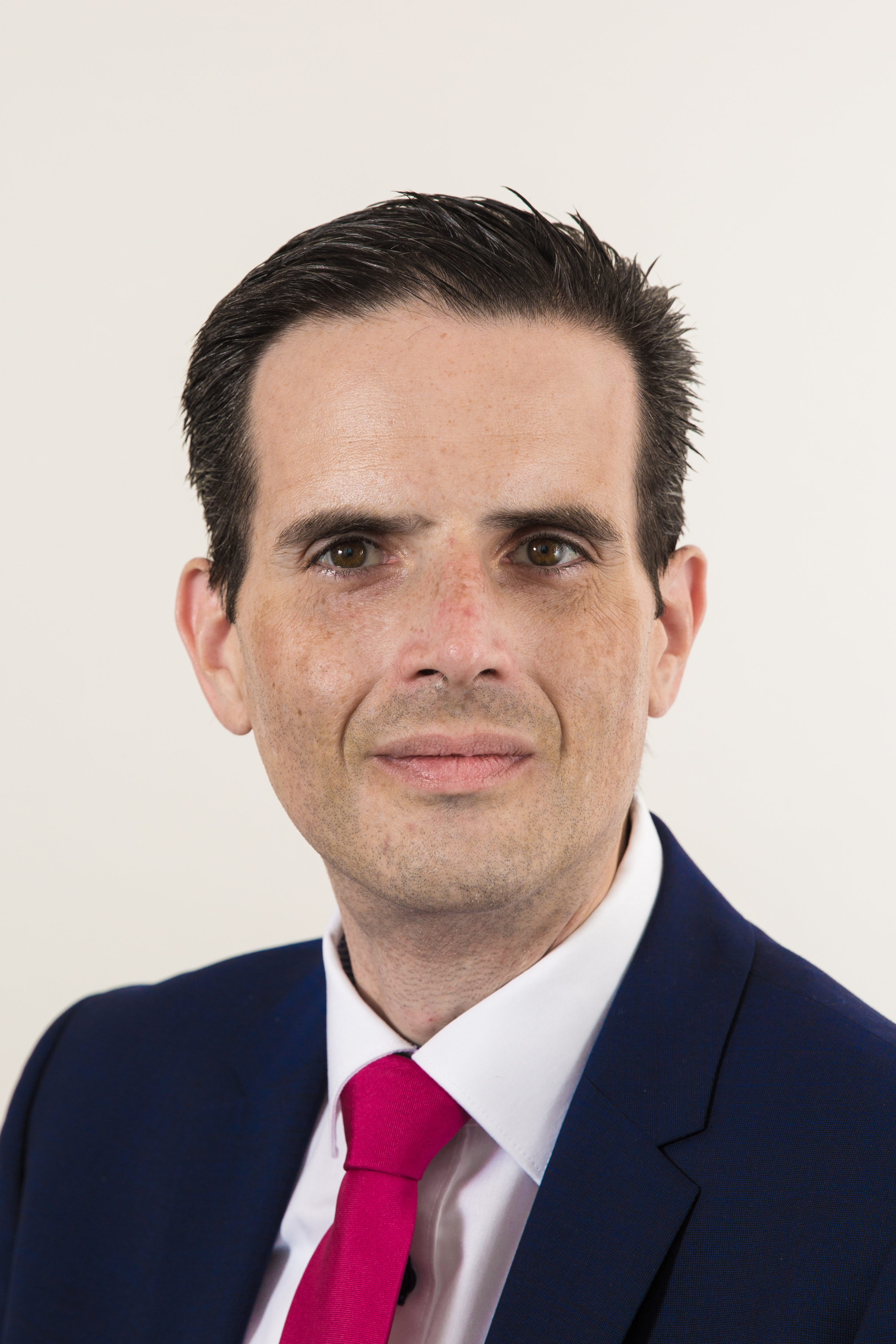
Sascha Zehner (2017)

Sascha Zehner (* 1973) ist ein deutscher Politiker (CDU). Seit 2017 ist er Abgeordneter im Landtag des Saarlandes.

## Leben
Sascha Zehner legte 1992 sein Abitur an der Saarbrücker Marienschule ab und studierte von 1992 bis 1997 Jura an der Universität des Saarlandes, beendete sein Studium allerdings ohne Abschluss, da er als Inkassounternehmer ins Familienunternehmen in Saarbrücken eintrat.
Sascha Zehner ist seit 1990 CDU-Mitglied im Ortsverband Dudweiler-Süd und seit mehreren Jahren Ortsvorsitzender. Er gehört außerdem seit 1994 dem Stadtrat der Landeshauptstadt Saarbrücken an, seit September 2017 bekleidet er das Amt des Fraktionsvorsitzenden sowie des Sprechers im Haupt- und Wirtschaftsausschuss. Seit 1999 ist er Mitglied im Aufsichtsrat des CongressCentrum Saar. Außerdem ist er als Stadtverordneter ebenfalls im Aufsichtsrat der Saarbrücker Stadtwerke und der Versorgungs- und Verkehrsgesellschaft Saarbrücken.
Bei der Landtagswahl im Saarland 2017 wurde er als CDU-Kandidat in den 16. Saarländischen Landtag gewählt. Er gehört insbesondere dem Ausschuss für Bildung, Kultur und Medien, dem Innenausschuss und dem Ausschuss für Verfassung und Rechtsfragen an. Sascha Zehner ist der Kulturpolitische Sprecher der CDU-Fraktion.
Bei der Landtagswahl 2022 wurde er erneut in den Landtag gewählt.

## Politik
Zehners politische Arbeitsschwerpunkte konzentrieren sich auf die Innen-, Sicherheits- und Kulturpolitik. Er ist kulturpolitischer Sprecher seiner CDU-Landtagsfraktion. Zudem ist er Mitglied in den Ausschüssen für Inneres und Sport, Justiz-, Verfassungs- und Rechtsfragen sowie dem Unterausschuss für Datenschutz und Informationsfreiheit. Neben seinem Mandat im Landtag ist Zehner auch Vorsitzender der KPV Saarbrücken-Stadt.